# Best of LISMO!
『Best of LISMO!』（ベスト・オブ・リスモ）は、2008年3月5日にリリースされたコンピレーション・アルバムである。

## 解説
- 2007年夏までのau by KDDI「LISMO!」のタイアップソングを網羅したコンピレーション・アルバムである。

## チャート成績
2008年3月17日付のオリコン週間アルバムランキングで7位を記録。特定企業及び商品のCMソング集が初登場でTOP10入りするのは史上初であり、邦楽作品のCMソング集としても史上初のTOP10入りとなった。

## 収録曲
1. 花 / ORANGE RANGE
2. 以心電信 / ORANGE RANGE
3. キミのとなりで / BoA
4. ブラックアウト / ASIAN KUNG-FU GENERATION
5. Keep Tryin' / 宇多田ヒカル
6. バイマイメロディー / 平井堅
7. 三日月 / 絢香
8. Lovers Again / EXILE
9. CHE.R.RY / YUI
10. たしかに / アンジェラ・アキ